# Le Livre de sable
Le Livre de sable (en espagnol : El libro de arena) est un recueil de nouvelles de Jorge Luis Borges publié en 1975. 

## Nouvelles

### L'Autre
- Titre original : El otro

Borges y raconte une rencontre qu'il aurait eue, jeune homme, avec... lui-même, vieil homme, aveugle.

### Ulrica
- Titre original : Ulrica

L'histoire d'une rencontre amoureuse aux résonances littéraires et mythologiques.

### Le Congrès
- Titre original : El Congreso

L'entreprise d'une poignée d'hommes de constituer un Congrès représentatif de tout le genre humain.

### There are more things
- Titre original : There Are More Things

Une nouvelle d'horreur à la Lovecraft.

### La Secte des Trente
- Titre original : La Secta del los Treinta

La description d'une hérésie fictive, telle que sa doctrine aurait pu être énoncée vers la fin de l'Empire romain.

### La Nuit des dons
- Titre original : La noche de los dones

Le récit d'une nuit initiatique : un adolescent qui découvre les maisons closes profite d'une leçon d'histoire de l'Argentine et d'un amour inattendu.

### Le Miroir et le masque
- Titre original : El espejo y la máscara

Un poète scandinave doit créer trois poèmes pour son roi : il réussira au-delà de leurs espoirs.

### Undr
- Titre original : Undr

Un poète cherche dans un pays nordique la poésie ultime, celle qui ne compte qu'un seul mot.

### Utopie d'un homme qui est fatigué
- Titre original : Utopía de un hombre que está cansado

Un voyageur égaré dans la pampa fait un bref séjour à une époque très lointaine, où l'humanité s'est assagie tout en adoptant certaines coutumes surprenantes.

### Le Stratagème
- Titre original : El soborno

Un professeur de langues germaniques anciennes utilise un subterfuge pour pousser son directeur à le nommer à un poste prestigieux, au détriment d'un collègue parfaitement qualifié.

### Avelino Arredondo
- Titre original : Avelino Arredondo

Un jeune homme coupe les ponts avec tous ses proches et s'enferme chez lui afin de réaliser un plan mystérieux.

### Le Disque
- Titre original : El disco

Un pauvre homme croise un roi déchu qui lui montre un trésor : un disque qui n'a qu'une seule face...

### Le Livre de sable
- Titre original : El libro de arena

Cette nouvelle ouvre sur des considérations au sujet de l'infini en géométrie.
Le narrateur fait l'acquisition d'un livre qui lui est présenté par un vendeur de Bible comme étant un livre sacré.
« Le nombre de pages de ce livre est exactement infini. Aucune n'est la première, aucune n'est la dernière. »
Obsédé par ce livre, il finit par décider de le perdre. Cette nouvelle pousse plus loin encore l'idée évoquée dans La Bibliothèque de Babel, qui était quasi-infinie et contenait tous les livres. Ici, c'est un livre qui contient tous les livres.

## Éditions
- 1977 (2003),  Alianza Editorial  (ISBN 84-206-3313-5)